# جافره گوئرون
جافره گوئرون (انگلیسی: Joffre Guerrón؛ زادهٔ ۲۸ آوریل ۱۹۸۵) بازیکن فوتبال اهل اکوادور است.
از باشگاه‌هایی که در آن بازی کرده‌است می‌توان به باشگاه ورزشی کروزیرو، و باشگاه فوتبال ال‌دی‌یو کیتو، باشگاه فوتبال ختافه، باشگاه فوتبال اتلتیکو پارانائنزه، باشگاه فوتبال بیجینگ گوان، و باشگاه فوتبال کروز آزول اشاره کرد.
وی همچنین در تیم ملی فوتبال اکوادور بازی کرده‌است.